# Comté de Gloucester (Australie)
Pour les articles homonymes, voir Comté de Gloucester et Gloucester (homonymie).
Le comté de Gloucester (en anglais : Gloucester Shire) est une ancienne zone d'administration locale située dans l'État de Nouvelle-Galles du Sud, en Australie.

## Géographie
Le comté s'étendait sur 2 952 km2 dans la région de Mid North Coast à l'est de la Nouvelle-Galles du Sud. Il était traversé par la Bucketts Way, l'Olympic Way et la North Coast railway line.
Il comprenait la ville de Gloucester et les villages de Barrington, Copeland, Craven et Stratford.

## Histoire
Le 12 mai 2016, il est supprimé et réuni au sein du nouveau conseil de Mid-Coast.

## Démographie
En 2011, la population s'élevait à 4 877 habitants.